# آلیک رابینسون
آلیک رابینسون (انگلیسی: Alick Robinson؛ ۱۷ آوریل ۱۹۰۶ – ۱۹۷۷ (۷۰−۷۱ سال)) بازیکن فوتبال اهل بریتانیا بود.
از باشگاه‌هایی که در آن بازی کرده‌است می‌توان به باشگاه فوتبال بری و باشگاه فوتبال برنلی اشاره کرد.